# Alfred Kranich (Politiker)
Alfred Kranich (* 20. Dezember 1930 in Großpetersdorf; † 3. Mai 1998 in Oberwart) war ein österreichischer Politiker (ÖVP) und Landesbeamter. Kranich war verheiratet und vertrat die ÖVP von 1960 bis 1973 im Burgenländischen Landtag.
Kranich wurde als Sohn des Gendarmeriebeamten Alexander Kranich aus Großpetersdorf geboren und besuchte die Volks- und Hauptschule in Pinkafeld. Er wechselte danach an das Bundesrealgymnasium in Oberschützen und legte dort 1951 die Matura ab. Er studierte im Anschluss Rechtswissenschaften an der Universität Wien und schloss sein Studium 1956 mit dem akademischen Grad Dr. jur. ab. Nach seinem Gerichtsjahr war Kranich von 1957 bis 1960 als Verwaltungsjurist am Amt der Burgenländischen Landesregierung beschäftigt und war von 1958 bis 1964 zudem Bezirkshauptmann-Stellvertreter in Oberwart. Kranich war von 1973 bis 1995 Bezirkshauptmann des Bezirks Oberwart. Er war 1967 zum Regierungsrat, 1972 zum Oberregierungsrat und 1980 zum Wirklichen Hofrat ernannt worden. Ab 28. Mai 1994 war Kranich Präsident des Österreichischen Roten Kreuzes. 
Kranich engagierte sich ab den 1950er Jahren in der Lokalpolitik und war ab 1958 ÖVP-Ortsparteiobmann und Gemeinderat in Pinkafeld. Am 27. Juli 1960 wurde er als Landtagsabgeordneter angelobt, 1967 wurde er Bürgermeister. Als Kranich 1973 Bezirkshauptmann wurde, legte er seine politischen Ämter nieder. Er legte das Bürgermeisteramt zurück und verzichtete mit dem 17. Dezember 1973 auf sein Mandat als Landtagsabgeordneter.
Er war Mitglied der katholischen Verbindungen Austro-Peisonia Wien (ÖCV) und Asciburgia Oberschützen (MKV).
In Pinkafeld wurde der Dr. Alfred Kranich-Platz ⊙ nach ihm benannt.